# ديانا ليونارد
ديانا ليونارد (بالإنجليزية: Diana Leonard)‏ هي عالمة اجتماع بريطانية، ولدت في 13 ديسمبر 1941، وتوفيت في 27 نوفمبر 2010.